# A.K. Antony
A.K. Antony, född 28 december 1940 i Cherthala i furstendömet Travancore, är en politiker (INC) i den indiska delstaten Kerala. Han har varit chefsminister (Chief Minister) i delstaten under tre perioder: 1977–1978, 1995–1996 och 2001–2004. Han var Indiens försvarsminister 2006–2014.
I ett land där politiker i allmänhet är korrumperade på olika sätt är Antony känd för sin anspråkslösa livsstil.